# Amt Schlei-Ostsee
La comunità amministrativa di Schlei-Ostsee (Amt Schlei-Ostsee) si trova nel circondario di Rendsburg-Eckernförde nello Schleswig-Holstein, in Germania.

## Suddivisione
Comprende 19 comuni:
1. Altenhof (317)
2. Barkelsby (1 572)
3. Brodersby (672)
4. Damp (1 513)
5. Dörphof (744)
6. Fleckeby (2 144)
7. Gammelby (515)
8. Goosefeld (723)
9. Güby (748)
10. Holzdorf (858)
11. Hummelfeld (283)
12. Karby (573)
13. Kosel (1 388)
14. Loose (848)
15. Rieseby (2 822)
16. Thumby (386)
17. Waabs (1 431)
18. Windeby (1 003)
19. Winnemark (534)

Il capoluogo è Eckernförde, esterna al territorio della comunità amministrativa.
(Tra parentesi i dati della popolazione al 31 dicembre 2021)